# Trofeo Árbol de Gernika
Trofeo Árbol de Gernika (baskisch Gernikako Arbola Saria; deutsch Baum-von-Gernika-Trophäe) war ein vom Athletic Club de Bilbao veranstaltetes Fußball-Turnier, mit dem der Verein sein 125-jähriges Bestehen feierte. Als Gegner wurde mit dem mexikanischen Club Deportivo Guadalajara ein Verein gewählt, der dieselbe Spielerpolitik verfolgt. Während Athletic Bilbao nur Basken bzw. im Baskenland ausgebildete Spieler unter Vertrag nimmt, spielen bei Deportivo Guadalajara nur Mexikaner.

Statue des Stadtwappens von Guadalajara

## Die Trophäe
In beiderseitiger Übereinkunft haben die Vereine sich auf eine Siegertrophäe geeinigt, die dem Baum von Gernika huldigt, der sich in der baskischen Stadt Gernika befindet und nicht nur ein wichtiges Freiheitssymbol in der Geschichte der Basken darstellt, sondern angeblich auch im Stadtwappen von Mexikos zweitgrößter Stadt Guadalajara verewigt sein soll und demzufolge auch in das Vereinswappen des Club Deportivo Guadalajara integriert wurde.
Die Trophäe besteht aus einer zweiteiligen Scheibe eines Baumstamms, von dem jeder Verein nach dem Hinspiel eine Hälfte aufbewahrte und die erst nach dem Rückspiel zusammengefügt und dem Sieger als Trophäe übergeben wurden. Der Baum symbolisiert die Philosophie beider Vereine, sich zu ihren Wurzeln zu bekennen und in sportlicher Hinsicht ausschließlich auf die Menschen der eigenen Region zu setzen.

## Geschichte
Am 7. Oktober 2022 gaben beide Vereine auf ihrer jeweiligen Website die Austragung dieses Wettbewerbs bekannt, dessen Hinspiel am 11. Dezember 2022 im Estadio San Mamés von Bilbao und dessen Rückspiel am 16. Juli 2023 im Estadio Akron von Guadalajara ausgetragen wurde.
Neben der Tatsache, nur einheimische Spieler unter Vertrag zu nehmen, verbindet die Vereine zudem das rot-weiß gestreifte Trikot und eine erstaunliche Trophäensammlung: so war der Athletic Club bis 1997, als der FC Barcelona nach Titeln gleichzog und ein Jahr später in Führung ging, Rekordpokalsieger Spaniens, und der Club Deportivo Guadalajara war bis zum Frühjahr 2013 alleiniger Rekordmeister der mexikanischen Liga. Beide Vereine sind als Gründungsmitglieder auch noch nie aus der höchsten Spielklasse ihres jeweiligen Landes abgestiegen, was in Spanien außerdem nur noch dem Rekordmeister Real Madrid und dem Rekordpokalsieger FC Barcelona gelang. In Mexiko gelang dies außerdem nur noch dem aktuellen Rekordmeister Club América.
Im gegenseitigen Respekt haben die Vereine außerdem vereinbart, den jeweiligen Gastverein in dessen jeweiliger Heimspielkleidung antreten zu lassen und beriefen sich dabei auf eine einstmals übliche Geste der Höflichkeit aus der Anfangszeit des Fußballs.
Als Fazit des Wettbewerbs wurde hervorgehoben, dass es nicht allein um sportliche Aspekte ging, sondern auch darum, die Verbundenheit und Brüderlichkeit der beiden Vereine in den Mittelpunkt zu stellen.

## Die Spiele
Bereits im Vorfeld war vereinbart worden, dass für den Fall jeweils eines Sieges beider Mannschaften – unabhängig von den genauen Ergebnissen – zur Ermittlung des Siegers ein Elfmeterschießen  herangezogen werden sollte.
Das in Bilbao ausgetragene Hinspiel gewann der Athletic Club durch Tore von Álex Berenguer (29. Minute) und Oihan Sancet (58.) ebenso mit 2:0 wie der Club Deportivo Guadalajara durch Tore von Pável Pérez (16.) und Yael Padilla (71.) das vor eigenem Publikum ausgetragene Rückspiel. Im anschließenden Elfmeterschießen verwandelten alle 4 Schützen für die Heimmannschaft (Ricardo Marín, Cristian Calderón, Gilberto Sepúlveda und Jesús Brigido), während für Athletic nur die ersten beiden Schützen (Mikel Vesga und Álex Berenguer) trafen. Anschließend traf Raúl García nur die Torlatte und der eigentlich scharf und platziert getretene Schuss von Unai Vencedor wurde von Guadalajaras Torhüter Raúl Rangel gehalten.